# Paul Thiebault
Paul Thiebault, francoski general, * 1769, † 1846.